# Al-Muqtadir

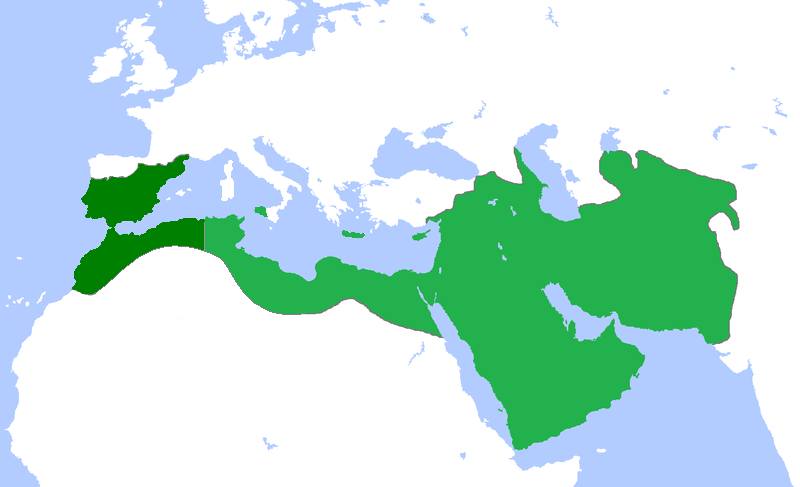
Hartă a Califatului Abbasid la momentul apogeului extinderii sale teritoriale

Abu’l-Faḍl Jaʿfar ibn Ahmad al-Muʿtaḍid (în arabă أبو الفضل جعفر بن أحمد المعتضد; n. 13 noiembrie 895 d.Hr., Bagdad, Califatul Abbasid – d. 1 noiembrie 932 d.Hr., Bagdad, Califatul Abbasid), cunoscut mai bine sub titlul său al-Muqtadir bi-llāh (în arabă المقتدر بالله, „Puternic în Allah”), a fost calif din dinastia abbasidă a Bagdadului între anii 908–932.
Perioada Abbasidă este una dintre cele mai faimoase și prospere epoci din istoria islamului. Ea este menționată adesea pentru amprenta pe care și-a lăsat-o asupra istoriei. Dinastia Abbasidă începe odată cu anul 750 e.n. și continuă până în momentul prăbușirii acestui imperiu, mai exact 1258 e.n. Imperiul Abbasid s-a păstrat în memoria colectivă ca fiind epoca de aur a civilizației islamice datorită progreselor din cadrul diferitelor sectoare ale vieții atât private, cât și publice. Astfel, putem menționa evenimente majore precum: nașterea Imperiului și noua capitală a acestuia, înflorirea culturală, de pildă – dezvoltarea artei și arhitecturii și nu numai, mișcarea de traducere ș.m.d.p. 
Declinul și căderea acestui imperiu de dimensiuni vaste (întinzându-se din Africa de Nord, Peninsula Iberică (Spania și Portugalia), Orientul Mijlociu, Asia Centrală și până în nord-estul Indiei) sunt cauzate de mai mulți factori atât de ordin extern, cât și intern. 
Cei aflați la conducerea Imperiului poartă denumirea de calif. Având în vedere întinderea în timp a acestei perioade, în fruntea Califatului s-au aflat mai mulți conducători. Printre aceștia remarcat s-a făcut Califul al-Muqtadir bi-Allah care a preluat conducerea după decesul fratelui său, Al-Muktafī. Din punct de vedere al succesiunii, el este cel de-al 18-lea calif.    

## Succesiunea la tron

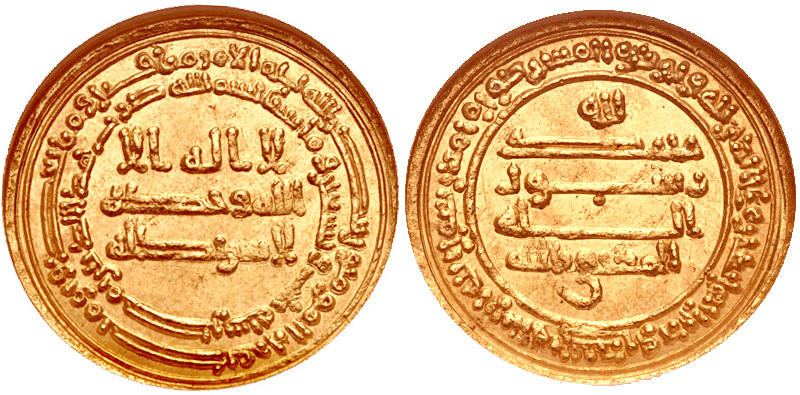
Dinar de aur emis în 905-906 de califul abbasid Al-Muktafī.

Califul al-Muqtadir bi-Allah s-a născut în anul 895 e.n. și a urcat pe tron la vârsta fragedă de numai 13 ani. El a ajuns să fie considerat astfel cel mai tânăr conducător din istoria califatului Abassid.Din păcate, tânărul calif este deseori amintit și ca urmare a dificultăților pe care le-a întâmpinat de-a lungul patronajului său. Una dintre ele este chiar instabilitatea politică cu care s-a confruntat în mod direct. Moștenind un teritoriu vast în interiorul căruia luptele interne și comploturile prevalau, amenințările de ordin militar și teritorial extern se accentuau, iar tendința tot mai largă de declin începea să se contureze, al-Muqtadir nu a reușit să remedieze această situație delicată în care se afla califatul, ci, din potrivă, pare că a accentuat-o. Prin urmare, domnia lui constituie un paradox total din acest punct de vedere deoarece politica și siguranța teritoriului se îndreptau către un colaps iminent, dar, în ciuda acestui fapt, cultura a prosperat într-un mod neașteptat de amplu.
Nici ascensiunea la tron a tânărului conducător nu este lipsită de controverse. Prin urmare, se spune că în ultimele clipe ale vieții sale, Al-Muktafī l-ar fi desemnat chiar pe fratele său drept urmaș. În unele izvoare istorice scrise este menționat de asemenea un episod important: atâta timp cât  Al-Muktafī s-a aflat pe patul de moarte, în fiecare zi, vizirul al-ʿAbbās b.al-Ḥasan însoțit de un secretar îl vizita pentru a afla care va fi următorul calif. Aparent al-Muqtadir a fost ales în calitate de succesor în urma deciziei colective a vizirilor, iar motivația din spate nu este deloc de neglijat – aceștia din urmă își doreau ca următoarea persoană desemnată la tron să fie una care nu va conduce independent de dorințele și îndrumările lor, ci, din potrivă, puterea trebuia să rămână în mâinile administratorilor publici.

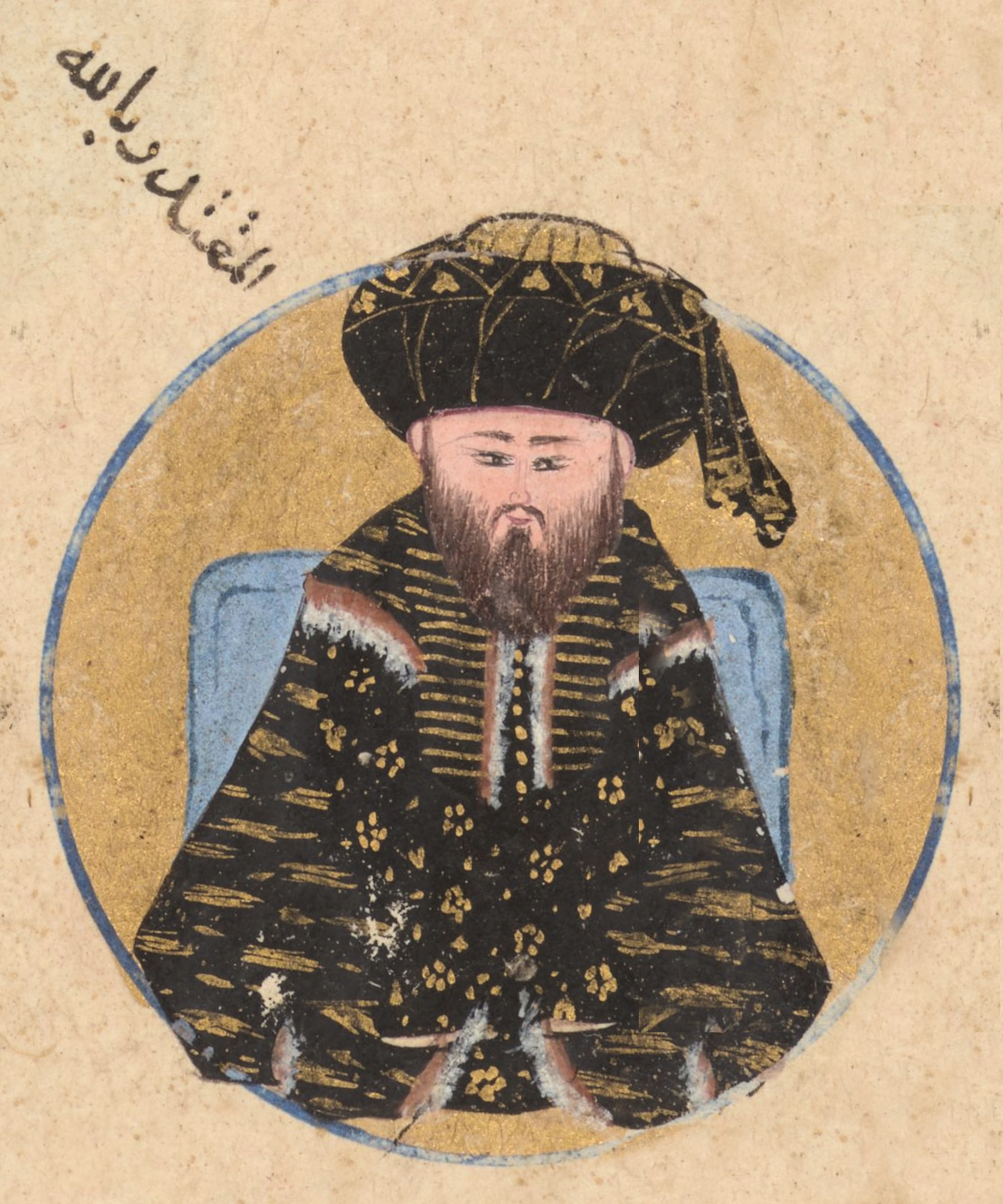
Portretul califului Abbasid al-Muqtadir, din genealogia Zübdet-üt Tevarih (1598)

Așadar, chiar de la începuturile domniei sale, noul calif urma să se confrunte cu probleme politice de ordin intern și comploturi care au condus la subminarea autorității sale și care au contribuit la rândul lor la creșterea instabilității administrative a imperiului.  

## Conflicte interne
La doar 4 luni de la ascensiunea sa, al-Muqtadir bi-Allah se confruntă în mod direct și brutal cu primul său coup d'État. Scopul final al acestuia trebuia să fie asasinarea califului și aducerea la conducere a lui  Ibn al-Muʿtazz (adversarul politic și vărul tânărului conducător). Lovitura de stat s-a dovedit a fi un eșec în cele din urmă, iar conspiraționiștii au fost nevoiți să fugă în diferite orașe pentru a se ascunde. 
Un alt factor care a jucat un rol important în scena lumii politice abbaside este reprezentat  de însuși  mama califului. Din cauza lipsei de experiență a tânărului al-Muqtadir, mama sa a devenit de la sine înțeles autoritatea de facto având control asupra recompenselor, pedepselor, numirilor și demiterilor oficialilor. Influența sa politică a crescut atât de mult încât vizirii își trimiteau demisiile și cererile de eliberare direct către ea, ocolindu-l chiar pe califul însuși.

## Domnia
Prima jumătate a domniei lui al-Muqtadir poate fi considerată o perioadă de liniște și pace relativă (comparativ cu restul patronajului său) în ceea ce privește conflictele externe și integritatea teritorială a califatului. Aceasta cuprinde aproximativ anii 909 – 923/4, iar evenimentele cele mai importante pe plan intern erau reprezentate de numirea în funcție a vizirilor și demiterea sau asasinarea acestora. Tot acest schimb de viziri s-a dovedit dăunător pentru administrația imperiului. Drept urmare, între anii 920-921 au loc revolte populare în Bagdad din cauza prețului crescut al grânelor.  
Perioada 923-924 este cunoscută drept „anul distrugerii” (trad. ar. sanat al-damār), denumire primită în urma evenimentelor care au contribuit într-o mare măsură la declinul iminent estimat deja cu mai bine de 15 ani în urmă. Astfel, jefuirea Basrei de către Qarāmiṭi, revolte în cadrul moscheilor, moartea vizirului Ibn al-Furāt (care fusese numit și demis din poziția sa de 3 ori până când s-a cerut executarea sa de către armată) și transferarea puterii într-un final în mâinile armatei încheindu-se astfel vechea luptă între cele două facțiuni; reprezintă doar unele exemple a ceea ce s-a petrecut la momentul respectiv în interiorul granițelor.   
În anul 929 are loc un alt coup d'État care de această dată a și avut rezultatele dorite – detronarea lui al-Muqtadir și înlocuirea sa cu fratele lui vitreg Muḥammad care acum se autoproclamase calif purtând și un nou titlu – al-Qāhir bi-llāh. Cu toate că ulterior, lui al-Muqtadir i-a fost redată poziția deținută anterior, lucrurile nu se mai aflau acum sub deplina sa conducere. În consecință, ultimii 3 ani și jumătate ai vieții sale atât politice, cât și private, înainte de pierderea vieții sale pe câmpul de luptă, au fost plini de evenimente tumultoase.